# Хитчингс, Джордж
Джордж Герберт Хи́тчингс (англ. George Herbert Hitchings; 18 апреля 1905, Хокуиам, Вашингтон — 27 февраля 1998, Чапел-Хилл, Северная Каролина) — американский биохимик, лауреат Нобелевской премии по физиологии и медицине «за открытие важных принципов лекарственной терапии», которую он разделил вместе с Джеймсом Блэком и Гертрудой Элайон. В частности Хитчингс был известен своими работами по химиотерапии.
Член Национальной академии наук США (1977), иностранный член Лондонского королевского общества (1974).

## Биография
Джордж Хитчингс родился 18 апреля 1905 года в городке Хокуиам (штат Вашингтон). Окончил Вашингтонский университет (в Сиэтле) в 1927 году. Работал в Гарвардском университете, где получил степень доктора философии в 1933 году. В 1942 году перешёл в Исследовательские лаборатории Веллкам, где стал вице-президентом в 1967 году.

## Общественная деятельность
В 1992 году подписал «Предупреждение человечеству».